# Inmigración panameña en los Estados Unidos
Los panameños son una de las comunidades latinoamericanas en Estados Unidos, las comunidades están formadas por estudiantes, comerciantes, empresarios y deportistas. Según el censo del año 2012, había 183 743 panameños residiendo en los Estados Unidos, representando el 0.06% de la población estadounidense.

## Historia
Desde 1820, más de un millón de inmigrantes de América Central y del Sur emigraron a los Estados Unidos. Hasta 1960, la Oficina del Censo de Estados Unidos no produjo estadísticas que separaban a los inmigrantes panameños, los sudamericanos y centroamericanos. Los panameños estadounidenses aumentaron lentamente en los Estados Unidos. Desde la década de 1830, sólo 44 llegadas se registraron en este país. Hacia principios del siglo XX aumentaron a más de 1000 al año.
Después de la Segunda Guerra Mundial el flujo de inmigrantes procedentes de Panamá fue pequeño a pesar de que no había restricciones de inmigración sobre las personas del hemisferio occidental. Sin embargo, la inmigración de Panamá aumentó dramáticamente después de la Ley de Inmigración de 1965, que impuso un límite máximo de 120.000 admisiones. El aumento de la inmigración fue tal que en 1970, los panameños fueron uno de los más grandes grupos centroamericanos en Estados Unidos. La mayoría de los panameños llegados eran mestizos y con ascendencia africana, como así también mujeres.
El número de hombres por cada 100 mujeres inmigrantes fue muy bajo en la década de 1960, cayendo a 51 para Panamá. Muchas de las mujeres inmigrantes trabajaban en el servicio doméstico o en otros empleos mal pagos. Los trabajadores de cuello blanco inmigraron a ganar dinero para enviarlo a sus familias. Desde 1962 el porcentaje de recién llegados que son empleadas en el servicio doméstico se ha mantenido alto, entre el 15 y el 28 por ciento. La entrada de las amas de casa y niños a partir de 1968 se vio facilitado por el sistema de preferencia de inmigración favoreciendo reuniones familiares. Ya se aproximaban 86.000 personas de ascendencia panameña viviendo en los Estados Unidos.

## Empleos
Aunque muchos de los primeros inmigrantes panameños lograron obtener o mantener sus puestos de trabajo, la segunda generación de panameños estadounidenses hizo más hincapié en la formación profesional y la educación universitaria. La mayoría de los recién llegados son domésticos, muy pocos son trabajadores agrícolas o industriales. En las dos últimas décadas muchos panameños han abrazado la carrera profesional, y se han convertido en trabajadores de cuello blanco. Las generaciones posteriores han avanzado aún más en sus actividades educativas y profesionales.